# هامونابترا
هامونابترا (بالإنجليزية: Hamunaptra)‏ (المعروفة أيضًا باسم مدينة الموتى) هي مدينة مصرية خيالية ظهرت لأول مرة في فيلم المومياء. ووفقا لقصة الفيلم هي مدينة مخفية في الصحراء وهي مكان استراحة إمحوتب المومياء التي يبلغ عمرها 3000 عام والتي ستعيد زيارة الأرض إذا تم إطلاقها. يحرسه هو ومدينة هامونابترا من قبل المدجاي ، الذين لا يريدون أن يوقظوا «الوحش» ويحرسونه منذ قرون. كانت بمثابة استراحة للفراعنة وثروتهم.